# Adelomelon beckii
Adelomelon beckii (nomeada, em inglês, Beck's volute) é uma espécie de molusco gastrópode marinho pertencente à família Volutidae. Foi classificada por William Broderip, em 1836; na página 43 do texto "Descriptions of some species of shells apparently not hitherto recorded", publicado nos Proceedings of the Zoological Society of London, volume 4; com seu tipo nomenclatural coletado a sete milhas da ilha Rasa, Rio de Janeiro. Sua distribuição geográfica abrange o sudoeste do oceano Atlântico, entre sul do Espírito Santo, no sudeste do Brasil, até a Terra do Fogo, na Argentina. Este caramujo é o maior Volutidae do Atlântico Ocidental e um dos maiores gastrópodes marinhos do mundo, cuja concha atinge de 35 até 49.2 centímetros de comprimento.

A espécie A. beckii tem como habitat as águas moderadamente geladas ao sul da América do Sul; no Brasil, Uruguai e Argentina.

## Descrição da concha e hábitos
Concha com até 7 voltas, bastante convexas, com superfície laranja-avermelhada e dotada de linhas em zigue-zague castanhas em sua espiral inicial, esculpida com nódulos angulosos que raramente chegam à sua volta final; que apresenta abertura ampla, dotada de lábio externo fino, semi-circular, e columela com três pregas oblíquas. Sua protoconcha é mamiliforme, possuindo uma espora ou projeção pontiaguda no início da espiral, denominada calcarella.
É encontrada em águas moderadamente profundas, entre 40 e 75 metros, em fundos lodo-arenosos. Devido a suas dimensões, esta espécie é coletada para ser vendida como enfeite ou para a atividade de colecionismo.